# Lliga Primera FFCV
La Lliga Primera FFCV, anteriormente conocida como Regional Preferente de la Comunidad Valenciana, constituye el séptimo nivel de competición de la Liga Española de Fútbol en la Comunidad Valenciana tras la reestructuración de categorías del año 2023. Su organización corre a cargo de la Federación de Fútbol de la Comunidad Valenciana (FFCV), fundada en 1909.

## Sistema de competición
La liga consiste en 64 equipos distribuidos por proximidad geográfica en cuatro grupos de 16 equipos cada uno. Al término de la temporada, los campeones ascienden a Lliga Comunitat de forma directa, a los que se unirán los dos vencedores de la promoción de ascenso, disputada por los subcampeones. Descienden a Lliga Segona FFCV los tres últimos clasificados de cada grupo.

## Clubes participantes 2025-26
La categoría consta de cuatro grupos, en el grupo 1 se incluyen los equipos de la provincia de Castellón y parte de la provincia de Valencia, en el grupo 2 solo se incluyen equipos de la provincia de Valencia, en el grupo 3 se incluyen equipos de la provincia de Valencia y del norte de la provincia de Alicante, mientras que en el grupo 4 se incluye el resto de equipos de la provincia de Alicante.

### Grupo 1
- C. F. Alcalà (Alcalá de Chivert)
- U. D. Atzeneta de Castellón (Adzaneta)
- C. D. Benicarló (Benicarló)
- Bétera C. F. (Bétera)
- C. D. Betxí (Bechí)
- C. D. Cabanes (Cabanes)
- Foios Atlètic C. F. (Foyos)
- Júpiter C. F. de Massamagrell (Masamagrell)
- C. F. Nules (Nules)
- Odisea F. C. (Castellón de la Plana)
- Paterna C. F. (Paterna)
- C. D. Roda "B" (Villarreal)
- C. F. San Pedro (Castellón de la Plana)
- C. F. Torreblanca (Torreblanca)
- C. D. Vall d'Alba (Vall d'Alba)
- Vinaròs C. F. (Vinaroz)

### Grupo 2
- Alboraya U. D. (Alboraya)
- U. D. Aldaia C. F. (Aldaya)
- C. F. Atlético Barrio La Luz - Xirivella (Chirivella)
- C. F. Atlético Moncadense (Moncada)
- Atlético Vallbonense (Puebla de Vallbona)
- Caudete de las Fuentes C. F. (Caudete de las Fuentes)
- Godella C. F. (Godella)
- C. D. F. B. L'Eliana (La Eliana)
- U. D. Juventud Barrio del Cristo (Aldaya)
- Mislata C. F. (Mislata)
- U. D. Paterna (Paterna)
- U. D. Quart de Poblet (Cuart de Poblet)
- San Antonio de Benagéber C. F. (San Antonio de Benagéber)
- C. D. A. San Marcelino (Valencia)
- C. D. Serranos (Valencia)
- C. D. Turís (Turís)

### Grupo 3
- Algemesí C. F. (Algemesí)
- C. D. Dénia (Denia)
- C. D. Enguera (Enguera)
- C. F. Gandía (Gandía)
- C. E. La Font d'en Carròs (Fuente Encarroz)
- U. E. La Mancomunitat (Catadau)
- U. E. L'Alcúdia (La Alcudia)
- C. F. Llutxent (Luchente)
- Massanassa C. F. (Masanasa)
- C. D. E. B. Ontinyent (Onteniente)
- Pego C. F. (Pego)
- Ràcing d'Algemesí C. F. (Algemesí)
- C. F. Simat (Simat de Valldigna)
- S. D. Sueca (Sueca)
- Torrent C. F. "B" (Torrente)
- U. E. Vall del Alcalans (Real)

### Grupo 4
- C. D. Almoradí (Almoradí)
- C. F. Atlético Algorfa (Algorfa)
- C. F. Atlético Jonense (Villajoyosa)
- Benferri C. F. (Benferri)
- C. D. Betis Florida (Alicante)
- Callosa Deportiva C. F. (Callosa de Segura)
- Catral - Castrum C. F. (Catral)
- C. D. Contestano (Cocentaina)
- C. D. El Campello (Campello)
- C. D. Montesinos (Los Montesinos)
- C. D. Murada (Orihuela)
- Muro C. F. (Muro de Alcoy)
- Novelda C. F. (Novelda)
- Santa Pola C. F. (Santa Pola)
- F. B. Teulada-Moraira (Teulada)
- Villena C. F. (Villena)

## Palmarés
| Temporada | Campeones                                                                      | Ascenso |
| --------- | ------------------------------------------------------------------------------ | --- |
| 2023-24   | U. D. Carcaixent, Odisea F. C., U. D. Quart de Poblet y S. C. Torrevieja C. F. | U. D. Carcaixent, Odisea F. C.,U. D. Quart de Poblet,S. C. Torrevieja C. F., Benigànim C. F. y Novelda U. D. C. F.       |
| 2024-25   | C. F. Atlètic Quart de les Valls, Paiporta C. F., C. E. Alberic y C. D. Jávea  | C. F. Atlètic Quart de les Valls, Paiporta C. F.,C. E. Alberic, C. D. Jávea, Mutxamel C. F. y E. F. C. F. Promeses Sueca |